# سهره کوآی آغازین
سهرهٔ کوآی آغازین (نام علمی: Rhodacanthis litotes) گونه‌ای منقرض‌شده از عسل‌کش هاوایی در زیرتیرهٔ سهره‌ایان دانه‌خوار (Carduelinae) از تیرهٔ سهرگان (Fringillidae) است. از فسیل‌های موجود در جزایر مائوئی و اوآهو در هاوایی شناخته شده است.